# Hatsuzuki (tàu khu trục Nhật)
Hatsuzuki (tiếng Nhật: 初月 - Sơ Nguyệt) là một khu trục hạm lớp Akizuki của Hải quân Đế quốc Nhật Bản. Là con tàu thứ tư của lớp Akizuki, Hatsuzuki đã tham chiến tích cực tại Mặt trận Thái Bình Dương trong Chiến tranh Thế giới thứ hai, chủ yếu làm nhiệm vụ hộ tống ở khu vực phía Nam Thái Bình Dương, Đông Nam Á và sau đó chiến đấu ở Philippines. Hatsuzuki bị tàu chiến Mỹ bắn chìm vào vào chạp tối ngày 25 tháng 10 năm 1944, cùng phần lớn tàu chiến khác thuộc Hạm đội Phía Bắc của Phó Đô đốc Ozawa Jisaburō ngoài khơi mũi Engaño, Philippines.

## Thiết kế và chế tạo

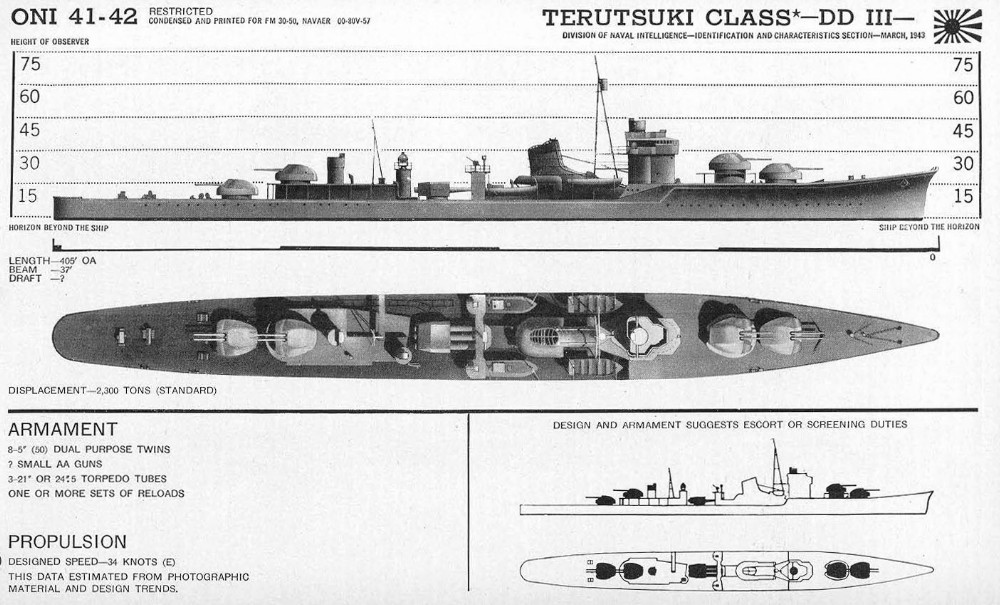
Bản vẽ thiết kế lớp khu trục hạm Akizuki của Văn phòng Tình báo Hải quân Hoa Kỳ vào năm 1943. Người Mỹ tin rằng lớp Akizuki dùng máy phóng 3 ống thay vì 4 ống như thực tế.

Các tàu lớp Akizuki ban đầu được thiết kế làm tàu hộ tống phòng không cho các nhóm tác chiến tàu sân bay của Nhật, nhưng đã được sửa đổi thêm ống phóng ngư lôi và mìn sâu để đáp ứng nhu cầu cho sự đa năng của khu trục hạm. Thủy thủ đoàn của mỗi tàu bao gồm 300 sĩ quan và thủy thủ. Các tàu dài 134,2 mét (440 ft 3 in), với sườn ngang rộng 11,6 mét (38 ft 1 in) và có mức mớn nước cao 4,15 mét (13 ft 7 in). Các tàu có mức choán nước 2.744 tấn (2.701 tấn Anh) ở mức tải tiêu chuẩn và 3.759 tấn (3.700 tấn Anh) ở đầy tải.
Lớp Akizuki sử dụng hai tua bin hơi nước Kampon, mỗi tua bin quay một cánh quạt trục, và hơi nước được cung cấp bởi bốn nồi hơi Kampon. Tua bin có mức công suất tối đa 52.000 mã lực (39.000 kW), giúp con tàu đạt tốc độ cao nhất là 33 hải lý trên giờ (61 km/h; 38 mph). Con tàu có thể chở tới 1.097 tấn Anh (1.115 t) dầu nhiên liệu với tầm hoạt động khoảng 8.300 hải lý (15.400 km; 9.600 mi) ở vận tốc 18 hải lý trên giờ (33 km/h; 21 mph).
Vũ khí chính của lớp Akizuki bao gồm tám Pháo Đa dụng 100mm Kiểu 98 được đặt trong bốn tháp pháo đôi, hai tháp được đặt ở khu vực mũi tàu và hai tháp còn lại đặt cuối cấu trúc thượng tầng. Ngoài ra mỗi tàu được trang bị bốn khẩu pháo phòng không 25mm Kiểu 96 hai nòng và bốn ống phóng ngư lôi 610 mm (24,0 in) được đặt trong một máy phóng duy nhất, kèm theo máy nạp cho mỗi ống. Vũ khí chống tàu ngầm bao gồm sáu máy phóng mìn sâu với tổng cộng 72 quả.
Hatsuzuki là một trong sáu khu trục hạm đầu tiên của lớp Akizuki được cấp phép đóng theo Chương trình Mở rộng Trang bị Hải quân lần 4 (Maru 4 Programme) của Hải quân Đế quốc Nhật Bản vào năm 1939. Con tàu được đặt lườn tại Xưởng Đóng tàu Hải quân Mauzuru với mã số 107 vào ngày 25 tháng 7 năm 1941, được hạ thủy vào ngày 3 tháng 4 năm 1942 và đưa vào hoạt động ngày 29 tháng 12 năm 1942. Thuyền trưởng đầu tiên của Hatsuzuki là Trung tá Taguchi Shooichi. Ông trước đó từng là thuyền trưởng của khu trục hạm Yukikaze và là thuyền phó tuần duơng hạm Tama.

## Lịch sử hoạt động

### Những hoạt động đầu tiên
Vào ngày 7 tháng 1 năm 1943, Hatsuzuki khởi hành rời Maizuru sau khi hoàn thành khóa huấn luyện thủy thủ. Con tàu được biên chế vào Hải đội Khu trục hạm số 61 (DesDiv61) cùng với hai con tàu khác cùng lớp là Akizuki và Suzutsuki. Hải đội 61 sau đó được biên chế vào Hải đội Hàng không mẫu hạm số 3 của Phó Đô đốc Ozawa Jisaburō .
Vào bình minh ngày 16 tháng 1, trong lúc thực hiện nhiệm vụ hộ tống đoàn vận tải từ Kure đến Yokosuka, Hatsuzuki phát hiện ra một tàu ngầm của Hải quân Hoa Kỳ, Haddock đang nổi lên ở gần khu vực Mũi Shionomisaki, nhưng chiếc tàu ngầm đã biến mất trước khi Hatsuzuki kịp tấn công. Vào ngày 19 tháng 1, kì hạm của Hải đội 61, khu trục hạm Akizuki. bị tàu ngầm Nautilus bắn hư hỏng nặng ngoài khơi Bougainville và Hatsuzuki trở thành kì hạm của Hải đội 61. Từ tháng 4 năm 1943, Hatsuzuki tham gia vào chiến dịch I-Go, hộ tống những Đoàn tàu tốc hành Tokyo (Tokyo Express), đoàn tàu vận tải chở binh lính, phi công, nhân viên mặt đất và trang thiết bị, tới các mặt trận ở quần đảo Solomon và New Guinea. Tháng 5 năm 1943, Liên quân Mỹ-Canada đổ bộ lên quần đảo Aleutian và Hạm đội Liên Hợp được tập hợp để di chuyển lên phía bắc. Từ ngày 21 tới ngày 23 tháng 5, một hạm đội hùng mạnh được tập hợp ở Vịnh Tokyo để đáp trả cuộc tấn công của người Mỹ. Hạm đội bao gồm ba thiết giáp hạm (Musashi, Kongō, Haruna), bốn hàng không mẫu hạm (Zuikaku, Shōkaku, Jun'yō, Hiyō), bảy tuần dương hạm (Mogami, Kumano, Suzuya, Tone, Chikuma, Agano, Ōyodo) và 11 khu trục hạm, trong đó có Hatsuzuki. Tuy nhiên, kế hoạch nhanh chóng bị hủy bỏ sau khi liên quân Mỹ-Canada tái chiếm Attu thành công vào ngày 30 tháng 5.
Trong những tháng tiếp theo, Hatsuzuki cùng Hải đội 61 đã tham gia nhiều đợt hộ tống từ Truk tới các khu vực khác nhau như Rabaul, Palau và Kwajalein. Ngày 15 tháng 8 năm 1943, khu trục hạm Wakatsuki được biên chế vào Hải đội 61 và Hải đội tham gia vào các đợt phòng ngự trước những đợt tấn công của người Mỹ ở quần đảo Gilbert và Marshall. Ngày 31 tháng 10 năm 1943, khu trục hạm Akizuki quay trở lại Hải đội 61, nâng tổng số tàu trong Hải đội lên bốn chiếc.
Vào ngày 10 tháng 11, Hatsuzuki cùng Suzutsuki xuất kích sau khi một đoàn vận tải xuất phát từ Rabaul bị một tàu ngầm Mỹ tấn công (Scamp). Tàu vận tải Tokyo Maru bị hư hại nặng và có nguy cơ chìm rất cao. Hai tàu có mặt tại khu vực của Tokyo Maru và Hatsuzuki bắt đầu nối dây với Tokyo Maru dể kéo con tàu hư hại về cảng sửa chữa. Lúc 08:10, việc nối dây hoàn tất và Hatsuzuki bắt đầu kéo con tàu hàng về. Đến 12:10, nước tràn vào Tokyo Maru mất kiểm soát khiến con tàu nghiêng nặng và chìm dần về bên trái. Hatsuzuki buộc phải hủy bỏ việc kéo tàu và Toyko Maru chìm lúc 14:55. Vào sáng ngày 12, tuần dương hạm Agano và khu trục hạm Urakaze tiếp tục thành mục tiêu tấn công của tàu ngầm Scamp. Hatsuzuki, Suzutsuki và tuần dương hạm Nagara nhanh chóng có mặt để bảo vệ chiếc Agano. Sáu tàu nữa cũng được tách ra từ các đơn vị khác trong khu vực để bảo vệ Agano. Tàu ngầm Albacore cũng tìm cách tấn công nhưng bị ngăn chặn bởi hàng rào hỏa lực mìn sâu của Nhật. Dưới sự hộ tống của bảy tàu chiến (Hatsuzuki, Suzutsuki, Nagara, Kazagumo, Fujinami, Harusame và Hayanami), Agano được Noshiro kéo trở về Truk vào ngày 16 tháng 11 năm 1943. Những hoạt động tiếp theo của Hatsuzuki và Hải đội 61 là hộ tống các đoàn tàu chủ lực từ Truk và đảo Wake về Nhật Bản.

### Trận chiến biển Philippines
Tháng 11 1943, bộ chỉ huy hải quân Nhật cho rằng thời cơ để tổ chức một cuộc phản công tại Thái Bình Dương đã đến khi mà sự xuất hiện của các hàng không mẫu hạm và thiết giáp hạm mới đã làm cân bằng lực lượng giữa Nhật và Mỹ. Một kế hoạch đã được vạch ra là "Chiến dịch A" (あ号作戦) theo đó các máy bay trên hàng không mẫu hạm kết hợp với các máy bay từ căn cứ mặt đất sẽ tấn công và tiêu diệt hạm đội Mỹ, sau đó tiến đến tiêu diệt lực lượng đổ bộ. Ngày 2 tháng 6 năm 1944, Hatsuzuki cùng Hạm đội Cơ động của Phó Đô đốc Ozawa Jisaburō bắt đầu rời Sumoto và cập cảng Singapore. Ngày 15 tháng 6, 1944, hạm đội Mỹ do Phó Đô đốc Raymond A. Spruance bắt đầu cuộc đổ bộ vào Saipan. Trước đó vào ngày 11 tháng 5, Hạm đội Cơ động Nhật đã rời Singapore đến Tawitawi, hòn đảo nằm ở cực nam Philippines.
Ngày đầu tiên của trận chiến (tức ngày 19 tháng 6 năm 1944), Hatsuzuki cùng Hải đội 61 được lệnh di chuyển ở sườn phải của Ozawa và làm nhiệm vụ cảnh giới, phát hiện máy bay Mỹ. Khi hàng không mẫu hạm Shōkaku bị tàu ngầm Cavalla bắn chìm, Hatsuzuki nhanh chóng tách khỏi lực lượng để đi truy lùng chiếc Cavalla và sau đó đi giải cứu người sống sót. Chiều ngày 19, sự thiếu kinh nghiệm trong việc kiểm soát thiệt hại đã khiến hàng không mẫu hạm Taihō phát nổ, sau khi trúng ngư lôi từ tàu ngầm Mỹ Albacore vào buổi sáng. Hơn 1.600 sĩ quan và thủy thủ đoàn chìm cùng tàu. Những người sống sót, trong đó có Phó Đô đốc Ozawa được Hatsuzuki cứu sống. Sang ngày thứ hai, Hatsuzuki hoạt động bên cạnh hàng không mẫu hạm Zuikaku, kì hạm mới của Ozawa, và hỗ trợ hỏa lực phòng không trước những đợt tấn công liên tục của máy bay thuộc Lực lượng Đặc nhiệm 58, Hải quân Hoa Kỳ. Hatsuzuki đã bắn tổng cộng 189 viên 100 mm và hơn 3.000 viên đạn súng máy vào ngày hôm đó.
Đêm ngày 20 tháng 6, Ozawa nhận được lệnh của đô đốc Toyoda rút lui khỏi biển Philippines. Lực lượng Đặc nhiệm 58 tiếp tục truy đuổi hạm đội Nhật về phía Tây nhưng trận đánh đã kết thúc. Lực lượng của Nhật gặp thiệt hại nặng nề khi Hạm đội Cơ động đã mất đi 92% số máy bay và ba hàng không mẫu hạm. Hatsuzuki rút lui cùng hạm đội và dành những tháng tiếp theo ở Nhật Bản để huấn luyện và nâng cấp trang bị.

### Hải chiến vịnh Leyte
Ngày 20 tháng 10 năm 1944, quân Mỹ bắt đầu tấn công đảo Leyte như một phần của chiến lược cô lập Nhật Bản khỏi các nước họ đã chiếm đóng tại Đông Nam Á, đặc biệt là dầu mỏ vốn là nguồn tiếp liệu sống còn của nền quân sự và công nghiệp Nhật. Hải quân Đế quốc Nhật Bản đã huy động hầu như tất cả các tàu chiến còn lại của họ nhằm đánh bại lực lượng tấn công đổ bộ Đồng Minh. Theo Kế hoạch Shō-Gō 1, một chiếc dịch hải quân lớn tại Philippines của Đô đốc Soemu Toyoda, Tư lệnh Hạm đội Liên hợp Nhật Bản, họ sẽ sử dụng các tàu chiến của Phó Đô đốc Ozawa, được gọi là "Lực lượng Phía Bắc", để nhử lực lượng hạm đội yểm trợ chính của Mỹ ra khỏi Leyte. "Lực lượng Phía Bắc" bao gồm 4 hàng không mẫu hạm Zuikaku, Zuihō, Chitose và Chiyoda, nhưng chỉ có rất ít máy bay hoặc phi công được huấn luyện đầy đủ. Những chiếc hàng không mẫu hạm sẽ hoạt động như là những mồi nhử, và sau khi nhử Đệ Tam Hạm đội của Phó Đô đốc William Halsey ra khỏi Leyte, hai lực lượng tàu khác sẽ hướng đến Leyte từ phía Tây. "Lực lượng Phía Nam" của các Phó Đô đốc Shōji Nishimura và Kiyohide Shima sẽ tấn công vào khu vực đổ bộ ngang qua eo biển Surigao. "Lực lượng Trung tâm" của Phó Đô đốc Takeo Kurita, là lực lượng tấn công hùng mạnh nhất, sẽ băng qua eo biển San Bernardino vào biển Philippines, hướng về phía Nam để cùng tấn công vào khu vực đổ bộ. Vào tháng 10 năm 1944, Hải đội Khu trục hạm 61 (bao gồm Hatsuzuki, Suzutsuki, Akizuki và Wakatsuki) được phân về Hạm đội Phía Bắc của Phó Đô đốc Ozawa Jisaburō và làm nhóm hộ tống hàng không mẫu hạm Zuihō.

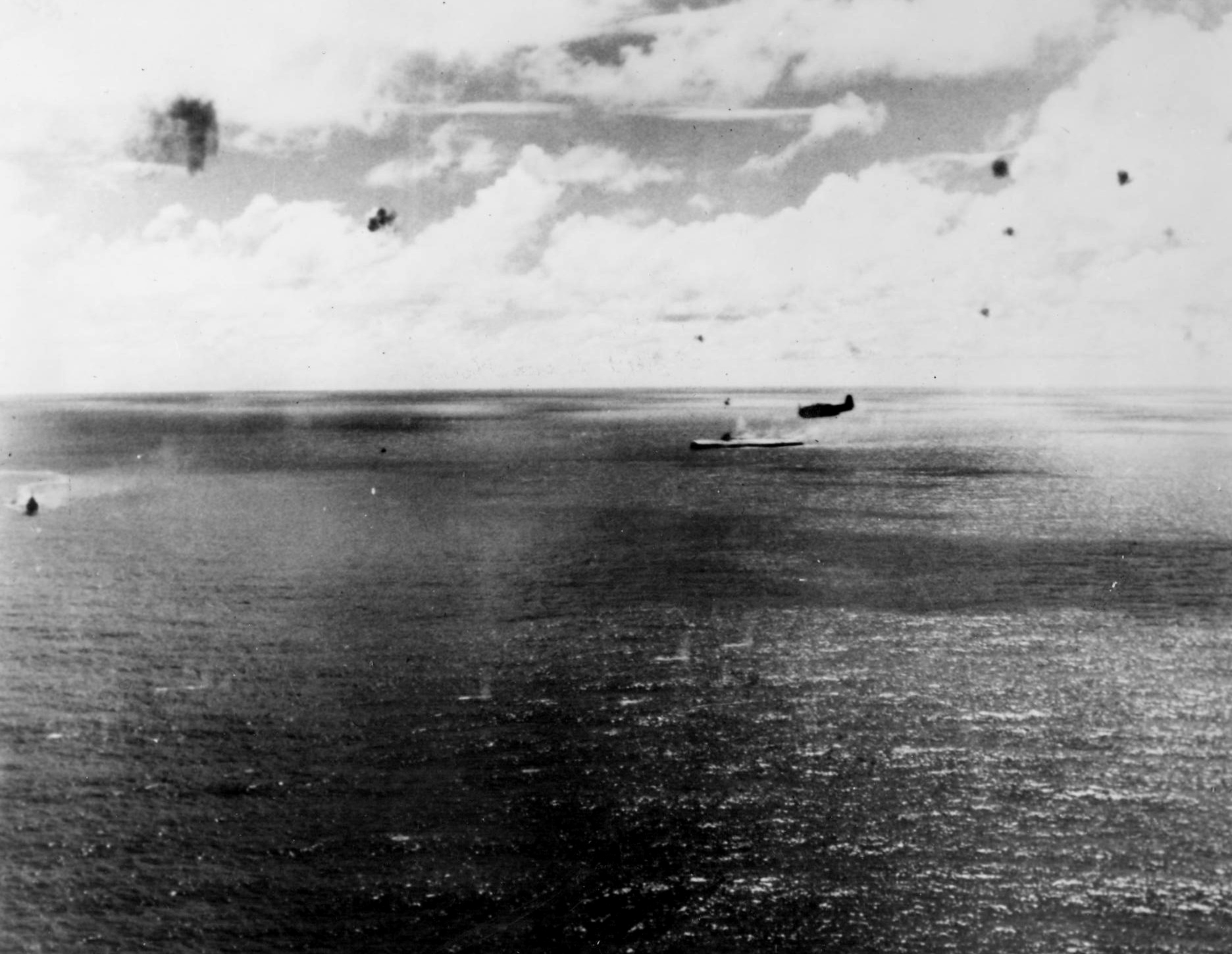
Hàng không mẫu hạm Zuikaku đang chìm dần sau các cuộc không kích của máy bay Mỹ, Cape Engaño, ngày 25 tháng 10 năm 1944. Khu trục hạm di chuyển ở bên trái bức ảnh là Hatsuzuki

Lúc 16:40 ngày 24 tháng 10, hạm đội của Ozawa nhanh chóng bị phát hiện, và đúng như những gì họ dự đoán, toàn bộ tàu chiến chủ lực của Halsey trong Đệ Tam Hạm đội và Lực lượng Đặc nhiệm 38 đã rời Leyte để truy đuổi Ozawa. Lúc 07:10 ngày 25 tháng 10, máy bay Mỹ phát hiện ra hạm đội của Ozawa. Ba đội tàu thuộc Lực lượng Đặc nhiệm 38 nhanh chóng xuất kích và lúc 08:00 đợt tấn công đầu tiên tiếp cận hạm đội Nhật Bản. Chitose trúng ba quả ngư lôi và loạt bom liên tục, và chìm lúc 09:37. Zuikaku chìm lúc 14:14 sau khi trúng hai quả ngư lôi và ít nhất chín quả bom, tiếp theo đó là Zuihō với ba quả bom và một quả ngư lôi, trong khi chiếc Chiyoda chết đúng giữa biển sau khi trúng bốn quả bom. Hatsuzuki cùng các tàu hộ tống còn sống sót (Isuzu và Wakatsuki) đã tích cực cứu vớt nhiều thủy thủ trên mặt nước. Hatsuzuki tham gia giải cứu thủy thủ của Zuikaku và lúc 18:40, việc giải cứu hoàn tất và thuyền trưởng, Trung tá Amano Shigetaka, cho tàu khởi hành về phía bắc.
Tuy vậy, người Nhật không biết rằng, lúc 13:40, Hải đội Tuần dương hạm số 13 (ComCruDiv 13), dưới sự chỉ huy của Chuẩn Đô đốc Laurance T. DuBose, được tách khỏi Lực lượng Đặc nhiệm 34 để đi truy quét những tàu sống sót. Với sự trợ giúp của năm tàu từ Hải đoàn Khu trục hạm số 50 (DesRon 50), bốn tàu từ Hải đoàn Khu trục hạm số 55 (ComDesRon 55), và hai tàu từ Hải đội Tuần dương hạm số 6 (CruDiv 6), DuBose có trong tay tổng cộng hai tuần dương hạm hạng nặng (New Orleans, Wichita), hai tuần dương hạm hạng nhẹ (Santa Fe và Mobile) và 13 khu trục hạm (Clarence K. Bronson, Cotten, Dortch, Gatling, Healy, Caperton, Cogswell, Ingersoll, Knapp, Porterfield, Callaghan, Bagley và Patterson) đang di chuyển nhanh về vị trí chiếc Chiyoda. Chiyoda nhanh chóng bị phát hiện và trở thành mục tiêu bắn phá của 13 tàu chiến. Sau những nỗ lực giải cứu thủy thủ đoàn của Chiyoda không thành, tuần dương hạm Isuzu phải rút lui do bị hỏa lực bắn vào dữ dội. Chiyoda sau đó bị kết liễu bởi pháo và ngư lôi của người Mỹ và chìm với toàn bộ 1.470 thành viên của thủy thủ đoàn.

#### Trận chiến cuối cùng
Khi Hatsuzuki chuẩn bị khởi hành về phía bắc lúc 18:44, nhiều cột nước bốc lên xung quanh tuần dương hạm Isuzu. Ba con tàu nhanh chóng bị radar của người Mỹ phát hiện và bị pháo kích dữ dội. Họ xác định được đội hình địch bao gồm "1CL và 2DD" (một tuần dương hạm hạng nhẹ và hai khu trục hạm) và vị trí của Hatsuzuki được xác định là "CL" thay vì chiếc Isuzu.

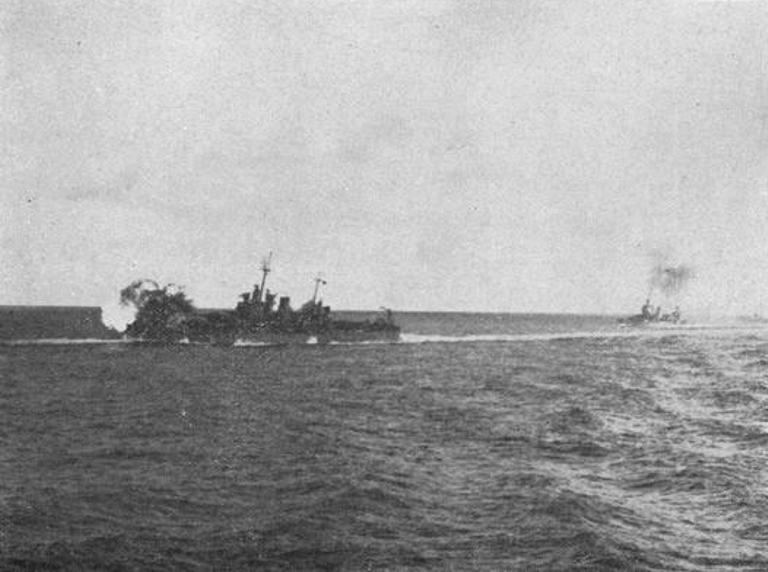
Tuần dương hạm Wichita (trước) và New Orleans (sau) đang truy đuổi và nã pháo vào hạm đội của Phó Đô đốc Ozawa, ngoài khơi Mũi Engaño, chiều 25 tháng 10 năm 1944.

Lúc 18:50, hạm đội Mỹ tấn công tổng lực. Tuần dương hạm Mobile khai hỏa đầu tiên, tiếp theo đó là Wichita và hai con tàu bắn dữ dội suốt ba phút. Isuzu và Wakatsuki nhanh chóng bỏ dở việc giải cứu thủy thủ đoàn của Chiyoda  và triệt thoái khỏi khu vực. Tuy nhiên, Hatsuzuki đã ở lại chiến đấu và cũng là chiếc duy nhất tiến công thẳng về đội hình tàu chiến Mỹ. Quyết định đó được đưa ra bởi thuyền trưởng Amano Shigetaka, để câu giờ cho những tàu Nhật còn lại rút lui an toàn. Lúc 19:05, Hatsuzuki gửi môt đoạn tin tới Đô đốc Ozawa rằng "đã phát hiện ra một hạm đội mặt nước của Mỹ và sẵn sàng nghênh chiến," đó cũng chính là đoạn liên lạc cuối cùng được gửi đi từ chiếc Hatsuzuki.
Lúc 19:13, Hatsuzuki tăng tốc tối đa lên 26 knot và thu hẹp khoảng cách còn 12,2 km. Con tàu sau đó bẻ lái mạnh để vào vị trí phóng ngư lôi, nhằm làm chậm đà tiến của tàu chiến Mỹ. Hatsuzuki sau đó di chuyển về phía Bắc và phóng tiếp loạt ngư lôi cuối cùng. Không quả ngư lôi nào được bắn trúng, nhưng những loạt ngư lôi đó đã khiến đội hình của DuBose bị rối loạn đến hai lần. Vì đã mất dấu chiếc Isuzu và Wakatsuki nên DuBose ra lệnh nhanh chóng tiêu diệt chiếc Hatsuzuki để họ tiếp tục di chuyển về phía Bắc. Khu trục hạm bắt đầu vào vị trí phóng ngư lôi và toàn bộ các tàu được phép nổ súng vào một mục tiêu duy nhất - Hatsuzuki.
Tàu chiến Mỹ nhanh chóng bắt kịp chiếc khu trục hạm nhỏ bé và khai hỏa dữ dội. Hatsuzuki trúng liên tiếp nhiều viên đạn pháo, lửa bốc lên dọc con tàu và Hatsuzuki dần bị thất tốc. Tàu chiến Mỹ bắn dữ dội đến mức DuBose nhận được báo cáo rằng nhiều tuần dương hạm đã bắn sạch một góc kho đạn xuyên giáp (AP) trữ ở trên tàu: Wichita đã sử dụng hơn 22% cơ số đạn AP và New Orleans đã đạt đến mức 35%. Lo ngại về vấn đề thiếu đạn dược, DuBose ra lệnh ngừng bắn lúc 19:50.

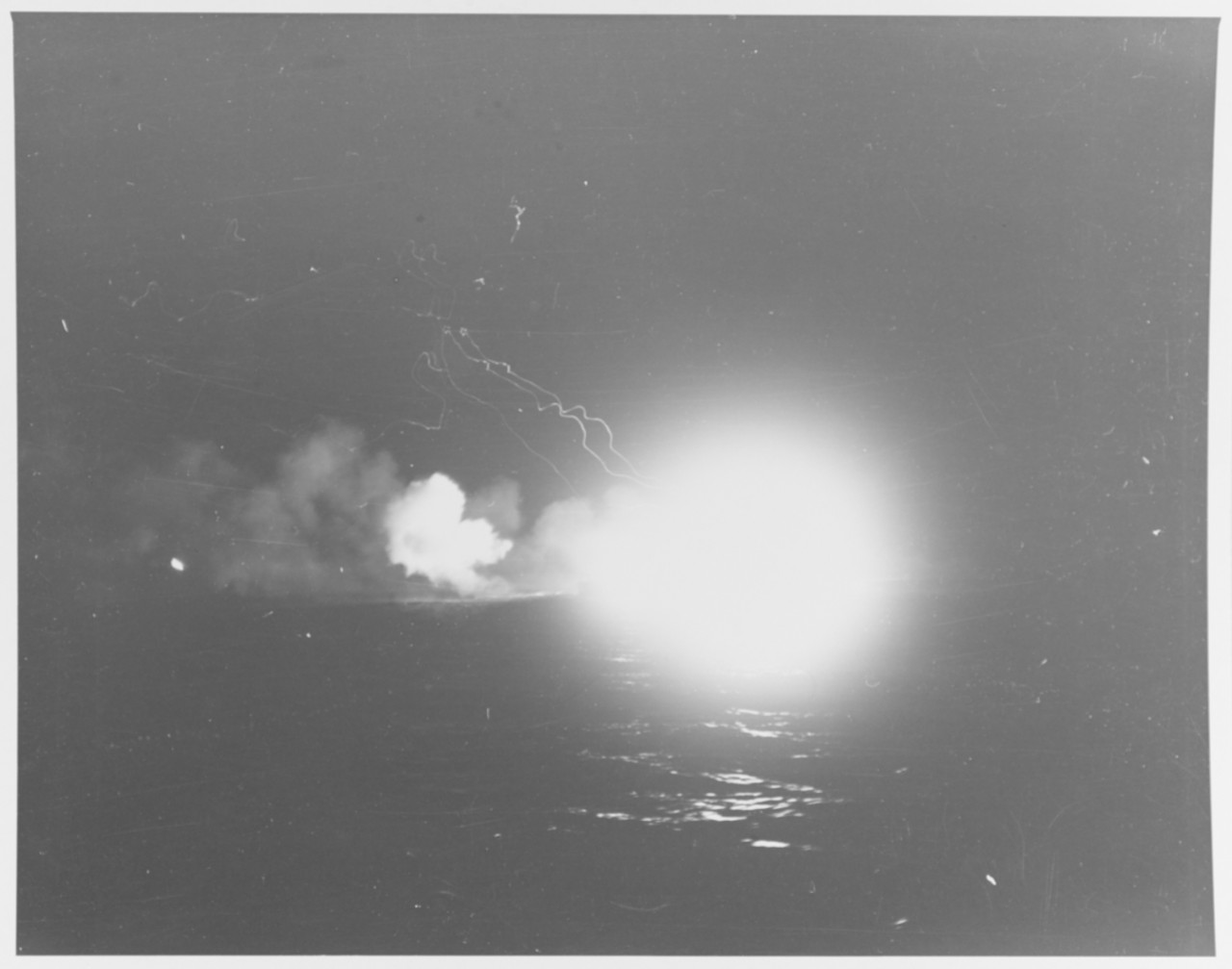
Tuần dương hạm Mobile đang nã pháo vào khu trục hạm Hatsuzuki, chiều tối ngày 25 tháng 10 năm 1944.

Lúc 20:10, khu trục hạm Caperton và Ingersoll tiếp cận chiếc Hatsuzuki đang cháy rực. Hai phút sau, bốn khu trục hạm thuộc của Hải đội Khu trục hạm số 50 được lệnh phóng ngư lôi ở khoảng cách 7,2 km trong khi những tàu còn lại thu hẹp khoảng cách còn 5,5 km. Lúc 20:36, tuần dương hạm Santa Fe bắn pháo sáng để xác định tình trạng của chiếc Hatsuzuki và họ ngạc nhiên khi phát hiện ra rằng Hatsuzuki vẫn kiên cường nổi. DuBose mất kiên nhẫn và lệnh cho Santa Fe và Mobile khai hỏa, trong khi New Orleans sẽ bắn pháo sáng và dẫn bắn. Trước khi kịp ra lệnh cho phóng loạt ngư lôi thứ hai, chiếc Hatsuzuki phát nổ và chìm trong biển lửa lúc 20:58. 48 người trên chiếc Hatsuzuki sống sót qua trận tử chiến, nhưng họ phải trôi dạt trên biển suốt 21 ngày trước khi được quân đồn trú Nhật Bản đóng ở Formosa phát hiện. Khi được cứu sống, chỉ còn 8 thủy thủ của Hatsuzuki và 17 thủy thủ của Zuikaku còn sống sót.
Trận tử chiến không cân sức giữa Hatsuzuki và 17 tàu chiến của DuBose kéo dài hơn hai tiếng đồng hồ, không những đã làm chậm đà truy đuổi của Đô đốc DuBose và mà còn đẩy hạm đội của ông vào tình trạng thiếu đạn trầm trọng. Báo cáo sau đó nêu rằng, chỉ riêng buổi chiều tối ngày 25 tháng 10, Wichita đã bắn 300 viên đạn, New Orleans bắn 360 viên, Mobile bắn 660 viên và Santa Fe bắn đến 1233 viên. Tất cả số đạn đó chỉ nhằm vào chiếc khu trục hạm Hatsuzuki. Do đó, DuBose ra lệnh cho hạm đội rút lui và chuyển hướng về phía nam. Sự hi sinh của khu trục hạm Hatsuzuki đã giúp cho những tàu chiến còn lại của Phó Đô đốc Ozawa rút lui thành công mà không chịu thêm bất kỳ thương vong nào.

## Danh sách thuyền trưởng
- Trung tá Taguchi Shooichi: ngày 20 tháng 10 năm 1942 - ngày 1 tháng 8 năm 1944[13]
- Trung tá Amano Shigetaka: ngày 1 tháng 8 năm 1944 - ngày 25 tháng 10 năm 1944 (tử trận)[13]

### Sách tham khảo
- Chesneau, Roger biên tập (1980). Conway's All the World's Fighting Ships 1922–1946. Greenwich, UK: Conway Maritime Press. ISBN 0-85177-146-7.
- Jentschura, Hansgeorg; Jung, Dieter & Mickel, Peter (1977). Warships of the Imperial Japanese Navy, 1869–1945. Annapolis, Maryland: United States Naval Institute. ISBN 0-87021-893-X.
- Whitley, M. J. (1988). Destroyers of World War 2. Annapolis, Maryland: Naval Institute Press. ISBN 0-87021-326-1.
- Rekishi Gunzō, History of Pacific War Vol.23 Akizuki class destroyer. Gakken (Japan), 1999, ISBN 4-05-602063-9
- アジア歴史資料センター (Official) (National Institute, Ministry of Defense)